# (15807) 1994 GV9
(15807) 1994 GV9 – planetoida z grupy obiektów transneptunowych, niebędąca w rezonansie orbitalnym z Neptunem (cubewano).

## Odkrycie
Planetoida została odkryta 15 kwietnia 1994 roku przez amerykańskich astronomów Davida C. Jewitta i Jun Chen w obserwatorium na Mauna Kea.
Nie ma ona jeszcze nazwy własnej, ale oznaczenie prowizoryczne i ma nadany stały numer.

## Orbita
Orbita (15807) 1994 GV9 nachylona jest do płaszczyzny ekliptyki pod kątem 0,56°. Na jeden obieg wokół Słońca ciało to potrzebuje ok. 290 lat, krążąc w średniej odległości 43,8 au od Słońca.
Planetoida przeszła przez peryhelium swej orbity około początku 1958 roku. W 2020 roku znajdowała się ok. 43,4 au od Słońca, oddalając się od niego, co będzie mieć miejsce aż do osiągnięcia aphelium ok. końca 2102 roku.
Jest to obiekt typu cubewano; nie pozostaje on w żadnym rezonansie orbitalnym z Neptunem.
W sumie do 2020 roku w czasie ponad 26 lat obserwacji wykonano ponad 60 pomiarów jej pozycji.

## Właściwości fizyczne
(15807) 1994 GV9 to obiekt o jasności absolutnej ok. 7,4m, co pozwala szacować jego wielkość na ok. 147 km, jednak to oszacowanie może być obarczone znacznym błędem.